# Bassareus brunnipes
Bassareus brunnipes är en skalbaggsart som först beskrevs av Olivier 1791.  Bassareus brunnipes ingår i släktet Bassareus och familjen bladbaggar. Inga underarter finns listade i Catalogue of Life.